# NHK 교향악단
NHK 교향악단(일본어: NHK交響楽団, 영어: NHK Symphony Orchestra)은 일본의 대표적인 관현악단으로, 흔히 일본에서는 'N향(N響)' 이라고 줄여서 부르고 있다. 1926년 10월에 '신교향악단'이라는 명칭으로 창단되었고, 첫 정기 연주회는 이듬해 2월 20일에 초대 상임 지휘자인 고노에 히데마로의 지휘로 개최되었다. 고노에는 1935년까지 직책을 유지했으며, 재임 중인 1930년에는 구스타프 말러의 교향곡 제4번을 레코드로 취입하기도 했다. 이 레코드는 전기 녹음 시대에 만들어진 첫 말러 교향곡 음반이었다.
고노에 외에도 외국인 지휘자로 요제프 쾨니히와 니콜라이 시퍼블라트가 공동 상임 지휘자로 활동했으며, 1936년 일본 방송 협회(현 NHK)와 계약을 맺고 JOAK 교향악단이라는 명칭으로 방송 출연을 시작했다. 동시에 폴란드 출신의 미국 지휘자인 조지프 로젠스톡을 전임 지휘자로 발탁해 연주력 향상을 도모했으나, 태평양전쟁 기간 동안에는 적국 지휘자였던 탓으로 명목상의 지위만 유지되었다.
1942년에는 '일본(니혼) 교향악단'이라는 이름으로 바뀌었고, 활동 금지를 당한 로젠스톡의 대역으로 야마다 가즈오와 오타카 히사타다, 다카다 신이치가 전임 지휘자로 활동했다. 그러나 전황이 악화되면서 연주 활동이 점차 축소되었고, 종전 후에는 한때 해체 위기에 몰리기도 했다. 1951년 8월에 NHK가 악단에 전면적인 지원을 하기로 결정함에 따라 현재의 이름으로 최종 개칭되었고, 1936년 이후 첫 상임 지휘자로 쿠르트 뵈스를 초빙했다.
1952년에는 전임 지휘자였던 오타카 히사타다의 이름을 따 '오타카 작곡상' 을 제정해 신예 작곡가들의 관현악 창작을 독려하기도 했다. 전쟁 중 활동 금지를 당했던 로젠스톡은 1951년에 명예 지휘자 직책을 수여받았고, 1956년부터 1년간 상임 지휘자로 활동하기도 했다. 1953년부터는 장 마르티농을 시작으로 유럽과 미국 등지에서 많은 지휘자를 객원으로 초빙했으며, 헤르베르트 폰 카라얀과 이고리 스트라빈스키, 에르네스트 앙세르메, 이고리 마르케비치 등이 뒤를 이어 출연했다.
1960년에 창단 이후 최초로 세계 일주 공연을 가졌으며, 1967년에는 로브로 폰 마타치치와 요제프 카일베르트, 볼프강 자발리슈 세 명에게 명예 지휘자 칭호를 수여했다. 이들의 지휘로 악단의 이름이 서구에 많이 알려지기 시작했으나, 너무 외국 지휘자들의 명성에 의존한다는 비판 여론도 있었다. 이에 따라 1969년부터 정지휘자 제도를 신설해 이와키 히로유키와 도야마 유조, 모리 다다시 등이 임명되었다.
현재 9월부터 이듬해 6월까지를 한 시즌으로 잡아 27개의 프로그램으로 두 차례씩 모두 54회의 정기 연주회를 도쿄의 NHK홀과 산토리홀에서 개최하고 있으며, 프로그램 구성이나 성격 등에 따라 A모드와 B모드, C모드 세 가지로 구분하고 있다. 이외에 일본 각지에서 개최하는 순회 공연과 분카무라 오차드홀의 기획 연주회인 '오차드 정기 공연', 산토리홀 기획 연주회인 '산토리홀 N향 명곡시리즈', 현대음악 전문 연주회인 'Music Tomorrow', 여름 특집 연주회인 'N향/여름', 연말의 베토벤 교향곡 제9번 연주회 등 총 140여 회의 공연을 소화하고 있다. 정기 연주회는 NHK의 라디오와 텔레비전으로 생중계되고 있으며, 위성 채널을 통해 세계 각지로 송출되고 있다.

## 역대 지휘자 목록
상임 지휘자
- 고노에 히데마로 (1926-1935)
- 요제프 쾨니히 (1927-1929)
- 니콜라이 시퍼블라트 (1929-1936)
- 쿠르트 뵈스 (1951-1954)
- 니클라우스 에슈바허 (1954-1956)
- 조지프 로젠스톡 (1956-1957)
- 빌헬름 로이브너 (1957-1959)
- 빌헬름 슈히터 (1959-1962)
- 알렉산더 룸프 (1964-1965)
- 샤를 뒤투아 (1996-1998)

전임 지휘자
- 조지프 로젠스톡 (1936-1946. 1942-1945년에는 활동 중단)
- 오타카 히사타다 (1942-1951)
- 야마다 가즈오 (1942-1951)
- 다카다 신이치 (1944-1951)

정지휘자
- 이와키 히로유키 (1969-2006)
- 모리 다다시 (1979-1987)
- 도야마 유조(1979-)
- 와카스기 히로시 (1995-)
- 타다아키 오타카 (2010-)

음악 감독
- 샤를 뒤투아 (1998-2003)
- 블라디미르 아슈케나지 (2004-2007)

수석객원 지휘자
- 앙드레 프레빈 (2009-2012)

명예 지휘자
- 조지프 로젠스톡 (1951-1985)
- 요제프 카일베르트 (1967-1968)
- 로브로 폰 마타치치 (1967-1985)
- 볼프강 자발리슈 (1967-1994. 1994년부터는 명예 계관 지휘자)
- 오트마 주이트너 (1973-)
- 호르스트 슈타인 (1975-2008)
- 헤르베르트 블롬슈테트 (1986-)
- 샤를 뒤투아 (2003-　명예 음악 감독)
- 블라디미르 아슈케나지 (2007-　계관 지휘자)
- 앙드레 프레빈(2012-　명예객원 지휘자)

수석지휘자
- 파보 예르비 (2015-)

## 같이 보기
- NHK